# Comissió Hallstein II
La comissió Hallstein II és la segona Comissió Europea presidida pel polític alemany Walter Hallstein del 10 de gener de 1962 al 30 de juny de 1967.

## Composició
Composta de 9 comissaris, 2 per part de la República Federal d'Alemanya, França i Itàlia i 1 per part de Luxemburg, Bèlgica i els Països Baixos.
| Cartera                                        | Comissari            | Estat         | Partit Polític |
| ---------------------------------------------- | -------------------- | ------------- | -------------- |
| President                                      | Walter Hallstein     | Alemanya      | CDU            |
| Vicepresident; Agricultura                     | Sicco L. Mansholt    | Països Baixos | PvdA           |
| Vicepresident; Assumptes Econòmics i Financers | Robert Marjolin      | França        | cap / SFIO     |
| Vicepresident; Mercat Interior                 | Giuseppe Caron       | Itàlia        | DC             |
| Desenvolupament                                | Henri Rochereau      | França        | independent    |
| Relacions Exteriors                            | Jean Rey             | Bèlgica       | PRL            |
| Competència                                    | Hans von der Groeben | Alemanya      | cap            |
| Assumptes Socials                              | Lionello Levi Sandri | Itàlia        | PSI            |
| Transport                                      | Lambert Schaus       | Luxemburg     | CSV            |

Remodelació
| Cartera         | Comissari                | Estat  | Partit Polític |
| --------------- | ------------------------ | ------ | -------------- |
| Mercat Interior | Guido Colonna di Paliano | Itàlia | independent    |